# Dorottya Udvaros
Dans le nom hongrois Udvaros Dorottya, le nom de famille précède le prénom, mais cet article utilise l’ordre habituel en français Dorottya Udvaros, où le prénom précède le nom.
Dorottya Udvaros, née le 4 août 1954 à Budapest, est une actrice hongroise. Elle a joué dans plus de 60 films et émissions de télévision depuis 1976. Elle a remporté le prix de la meilleure actrice au Festival international du film de Moscou 1987 pour son rôle dans  Csók, anyu et le même prix en 1984 au festival des films du monde de Montréal pour son rôle dans Gueuse de vie. Elle est également connue pour ses interprétations au théâtre, notamment dans les années 1980 au sein du Théâtre József Katona.

## Biographie
Elle est issue d'une famille d'artistes, et se retrouve très jeune sur les planches. Elle interprète ainsi dès 1959, aux côtés de sa mère, un rôle dans Le Songe d'une nuit d'été. Elle effectue des études à l’École supérieure d'art dramatique et cinématographique de Budapest.
Dès 1976, elle obtient ses premiers rôles à la télévision, et au cinéma. En 1978, István Paál la choisit pour interpréter le rôle d'Ala dans Tango de Sławomir Mrożek, au théâtre Szigligeti de Szolnok. Tango est une pièce ironique sur un conflit de génération inversé, un adolescent rebelle qui impose à ses parents, progressistes désenchantés, un brutal retour aux conventions les plus bourgeoises. C'est à la fois une satire antibourgeoise, et anti-stalinienne, une œuvre qui témoigne du désarroi d'une génération devant l'écroulement des valeurs de gauche et de droite, et qui appartient au théâtre de l'absurde. La mise en scène d'István Paál est un succès.
En 1981, Iouri Lioubimov lui confie le rôle de Poly Peachum dans L'Opéra de quat'sous, la pièce de Bertolt Brecht et Kurt Weill. En 1982, elle devient membre de la troupe du Théâtre József Katona à Budapest, au moment où ce théâtre est pris en main par deux enfants terribles du théâtre hongrois, Gábor Zsámbéki et Gábor Székely. Dorottya Udvaros interprète notamment le rôle de Natacha dans Les Trois Sœurs d'Anton Tchekhov, pièce mise en scène par Tamas Ascher . La pièce est un succès en Hongrie et la troupe est invitée à le produire dans plusieurs festivals étrangers. Le public français découvre cette troupe du Katona, dans ce spectacle, avec Dorottya Udvaros, au Théâtre de l'Odéon en 1988, dans un spectacle en hongrois.
Durant ces mêmes années 1980, Dorottya Udvaros multiplie également les emplois au cinéma. Elle remporte le prix d'interprétation féminine en 1984, au VIIIe Festival des films du monde de Montréal, pour son interprétation du rôle de Lucy Sziráky dans Te rongyos élet (Gueuse de vie) de  Péter Bacsó. Le titre du film est extrait d'un refrain de l'opérette Princesse Czardas et le film tourne en dérision l'époque du stalinisme en Hongrie. En 1987, elle reçoit à nouveau un prix d'interprétation féminine, cette fois au festival international du film de Moscou, pour son jeu dans un film de János Rózsa, Csók, Anyu ! (Bises, Maman), « constat méchant des ravages que la vie moderne exerce sur une famille de cadres budapestois acquis à la société de consommation ».

## Filmographie partielle
- 1982 : Le Vautour (Dögkeselyű) de Ferenc András
- 1984 : Gueuse de vie (Te rongyos élet) de Péter Bacsó
- 1987 : Csók, Anyu ! de János Rózsa
- 1988 : Miss Arizona de Pál Sándor
- 1989 : L'Horoscope de Jésus-Christ (Jézus Krisztus horoszkópja) de Miklós Jancsó
- 1991 : La Tentation de Vénus (Meeting Venus) de István Szabó
- 1999 : Sunshine (A napfény ize) de István Szabó
- 2001 : Taking Sides : Le Cas Furtwängler (Taking Sides) de István Szabó